# Flaggor för nationella minoritetsgrupper
Flaggor för nationella minoritetsgrupper är flaggor, som står för vissa folkgrupper inom ett land. Det är flaggor, som till skillnad från nationalflaggor och landskapsflaggor inte anknyter till ett visst geografiskt områden utan symboliserar en viss etnisk eller språklig tillhörighet. Bland nordiska sådana flaggor kan nämnas samernas, romernas, sverigefinnarnas, tornedalingarnas och finlandssvenskarnas flagga.
I vissa fall kan skillnaden mellan regionalflaggor och nationella minoritetsflaggor vara svår att dra. Den flagga som brukar anses stå för Tornedalen står till exempel också specifikt för de etniska tornedalingna.

## Exempel

Finlandssvenska flaggan
Samernas flagga
Sverigefinnarnas officiella flagga
Romernas flagga
Tornedalens flagga